# Сулима (герб)
Сулима (пол. Sulima, Sulimita, Oporów) — польский дворянский герб.

## Описание
В пересечённом на золото и червлень щите вырастающий чёрный летящий орёл в золоте и три драгоценных четырёхугольных камня, расположенных в виде треугольника, в червлени. В нашлемнике такой же как и в щите орёл. Герб этот в 935 году принадлежал Силезским Пястам.
В Российской империи герб использовали (в изменённых вариантах) православные дворянские роды Бантыш-Каменских (IV, 138); Гурьевых (II, 109); Саблуковых (I, 80; изменённый вариант — на груди у орла серебряное сердце).

## Герб используют
- Арчинские (Arczyński)
- Бартошевские (Bartoszewski)
- Баржиковские (Barzykowski)
- Байтель (Baytel)
- фон Бейтель (Beutel, Bewtel, von Beytel)
- Бодивил (Bodiwil, Rodwil, Bodywil)
- Борковские (Borkowski)
- Братковские (Bratkowski)
- Братошевские (Bratoszewski)
- Будвилл (Budwiłł)
- Целлари (Cellari, Cellary)
- Хабиновские (Chabinoski, Chabinowski)
- Харбиновские (Charbinowski)
- Харбовские (Charbowski)
- Хавловские (Chawłowski)
- Ходовские (Chodoski, Chodowski)
- Циолек (Ciołek)
- Даниловичи (Daniłowicz)
- Дейма (Deyma)
- Дзержанские (Dzierzański)
- Дзерженские (Dzierzeński)
- Фарурей (Farurey, Farurej)
- Гаевские (Gajewski, Gaiewski)
- Гамрат (Gamrat)
- Гарболевские (Garbolewski)
- Гарбовские (Garbowski)
- Геншель
- Годвадовские (Godwadowski)
- Гослубские (Gosłubski)
- Готтовт (Gottowt)
- Готунтовичи (Gotuntowicz)
- Гралевские (Gralewski)
- Грохолинские (Grocholiński)
- Грыжевские (Gryzewski)
- Гамшей (Hamszey, Hamszej, Hamszey Wiesztort)
- Горбатовские (Horbatowski)
- Яцимирские (Jacimirski)
- Ярычевские(Jaryczewski),
- Яцунские (Jacuński)
- Ясунские (Jasuński)
- Каминские (Kamiński)
- Келецкие (Kielecki)
- Керновские (Kiernoski, Kiernowski)
- Килярские (Kilarski)
- Килевские (Kilewski)
- де Конрад (de Konrade, Konrady)
- Кржижановские (Krzyzanowski)
- Куклиновские (Kuklinowski)
- Куржина (Kurzyna)
- Леские (Leski)
- Лычко (Łyczko)
- Лычковские (Łyczkowski)
- Милонские (Miłoński)
- Миловские (Miłowski)
- Неметовские (Niemetowski, Niemietowski)
- Обидовские (Obidowski)
- Огродзенские (Ogrodzieński, Ogródzieński)
- Опоровские (Oporowski)
- Озембловские (Oziębłowski)
- Понговские (Pagowski)
- Пенговские (Pęgowski)
- Печимуха (Pieczymucha)
- Попель (Popiel)
- Пржеюшины (Przejuszyn)
- Пржевские (Przeuski)
- Пржиборовские (Przyborowski)
- Пржигодские (Przygodzki)
- Пржилуские (Przyłuski)
- Радзивиловичи (Radziwiłłowicz)
- Рогачевские (Rogaczewski)
- Рыбенские (Rybieński)
- Рычгорские (Ryczgorski)
- Рымидовичи (Rymidowicz)
- Самойловичи (Samojłowicz, Samójłowicz)
- Самуйло (Samujlo
- Samuylo z Sulimow)
- Савичи (Sawicz, Sawicz Ryczgorski, Савичи-Тихоновичи)
- Служовские (Służowski)
- Сробские (Srobski)
- Станиславские (Stanisławski)
- Стравинские (Strawiński)
- Стромские (Stromski)
- Суликовские (Sulikowski, Sulikowski v. Suligowski)
- Сулимы (Sulima)
- Сулковские (Sułkowski)
- Шаевские (Szajowski)
- Шалевские (Szałowski)
- Шантыр (Szantyr)
- Шавловские (Szawłoski, Szawłowski)
- Шробские (Szrobski, Szrzobski)
- Шульчевские (Szulczewski)
- Свеховские (Swiechowski)
- Тржцинские (Trzciński)
- Улановские (Ułanowski)
- Узембло (Uziębło)
- Вонсовичи (Wąsowicz)
- Влодек (Włodek)
- Вольские (Wolski)
- Заблоцкие (Zabłocki)
- Забокржецкие (Zabokrzecki)
- Забокржицкие (Zabokrzycki)
- Задарновские (Zadarnoski, Zadarnowski)
- Залеские (Zaleski)
- Заленские (Zalęski)
- Завидские (Zawidzki)
- Завиши (Zawisza)
- Земенцкие (Zemięcki, Ziemięcki).